# Styrelsen for Grøn Arealomlægning og Vandmiljø
Styrelsen for Grøn Arealomlægning og Vandmiljø er en dansk styrelse under Ministeriet for Grøn Trepart.
Styrelsen blev oprettet i forbindelse med dannelsen af ministeriet i september 2024. Den er dannet af dele af Landbrugsstyrelsen og dele af Miljøstyrelsen, hvorfor mange af medarbejderne kommer fra netop de to styrelser.
Styrelsen er beliggende i Nyropsgade i det indre København.